# Resultados do Carnaval de Três Rios
- Resultados do Carnaval de Três Rios:

## 1972
| Pos | Escolas                 | Enredo                     | Pts | Classificação ou rebaixamento |
| --- | ----------------------- | -------------------------- | --- | ----------------------------- |
| 1   | Bom das Bocas           | Riquezas Minerais          | 513 | Campeã de 1972                |
| 2   | Bambas do Ritmo         | Bahia Tradicional          | 395 |                               |
| 3   | Unidos do Caixa D' Água | Vida e Morte de um Escravo | 387 |                               |

## 1988
| Pos | Escolas                   | Pts | Classificação ou rebaixamento | Ref   |
| --- | ------------------------- | --- | ----------------------------- | ----- |
| 1   | Sonhos de Mixyricka       | N/D | Campeão de 1988               | [ 1 ] |
| 2   | Bafo da Jaguatirica       | N/D |                               | [ 1 ] |
| 3   | Em Cima da Hora           | N/D |                               | [ 1 ] |
| 4   | Independente do Triângulo | N/D |                               | [ 1 ] |
| 5   | Bafo do Grilo             | N/D |                               | [ 1 ] |
| 6   | Gavião Azul               | N/D |                               | [ 1 ] |

## 1989
| 2º Grupo | 2º Grupo           | 2º Grupo | 2º Grupo                      | 2º Grupo |
| Pos      | Escolas            | Pts      | Classificação ou rebaixamento | Ref      |
| -------- | ------------------ | -------- | ----------------------------- | -------- |
| 1        | Sonhos de Mixyrica | N/D      | Campeã de 1989                | [ 1 ]    |

## 1990
Todas as escolas as boicotaram o Carnaval desse ano.
| 1º Grupo | 1º Grupo                 | 1º Grupo | 1º Grupo                      | 1º Grupo |
| Pos      | Escolas                  | Pts      | Classificação ou rebaixamento | Ref      |
| -------- | ------------------------ | -------- | ----------------------------- | -------- |
| 1        | Bafo de Jaguatirica      | N/D      | Campeã de 1990                | [ 1 ]    |
| 2        | Caprichosos do Triângulo | N/D      | Participação especial         | [ 1 ]    |

## 1991
| 1º Grupo | 1º Grupo                  | 1º Grupo | 1º Grupo                      | 1º Grupo |
| Pos      | Escolas                   | Pts      | Classificação ou rebaixamento | Ref      |
| -------- | ------------------------- | -------- | ----------------------------- | -------- |
| 1        | Mocidade de Vila Isabel   | N/D      | Campeã de 1991                | [ 1 ]    |
| 1        | Sonhos de Mixyricka       | N/D      | Campeã de 1991                | [ 1 ]    |
| 2º Grupo |                           |          |                               |          |
| 1        | Independente do Triângulo | N/D      | 1º Grupo em 1992              | [ 1 ]    |
| 2        | Em Cima da Hora           | N/D      | 1º Grupo em 1992              | [ 1 ]    |

## 2009
| Pos | Escolas                 | Pts | Classificação ou rebaixamento | Ref   |
| --- | ----------------------- | --- | ----------------------------- | ----- |
| 1   | Bom das Bocas           | N/D | Campeã de 2009                | [ 2 ] |
| 2   | Mocidade de Vila Isabel | N/D |                               | [ 2 ] |
| 3   | Bambas do Ritmo         | N/D | [ 2 ]                         |       |

## 2010
| Pos | Escolas                    | Pts   | Classificação ou rebaixamento | Ref |
| --- | -------------------------- | ----- | ----------------------------- | --- |
| 1   | Bambas do Ritmo            | 199.1 | Campeã de 2010                |     |
| 2   | Bom das Bocas              | 193   |                               |     |
| 3   | Em Cima da Hora            | 188   |                               |     |
| 4   | Independentes do Triângulo | 181.3 |                               |     |
| 5   | Sonhos de Myxiricka        | 170.2 |                               |     |
| 6   | Mocidade de Vila Isabel    | 157.3 |                               |     |

## 2011
| Pos | Escolas                   | Pts   | Classificação ou rebaixamento | Ref   |
| --- | ------------------------- | ----- | ----------------------------- | ----- |
| 1   | Bom das Bocas             | 199.6 | Campeã de 2011                | [ 3 ] |
| 2   | Bambas do Ritmo           | 194.7 |                               | [ 3 ] |
| 3   | Mocidade de Vila Isabel   | 181.7 | [ 3 ]                         |       |
| 4   | Independente do Triângulo | 173.2 | [ 3 ]                         |       |
| 5   | Em Cima da Hora           | 163.9 | [ 3 ]                         |       |
| 6   | Sonhos de Mixyricka       | 162.7 | Grupo B em 2012               | [ 3 ] |

## 2012
| Grupo A | Grupo A                   | Grupo A | Grupo A                       | Grupo A |
| Pos     | Escolas                   | Pts     | Classificação ou rebaixamento | Ref     |
| ------- | ------------------------- | ------- | ----------------------------- | ------- |
| 1       | Bom das Bocas             | 199,3   | Campeã de 2012                | [ 4 ]   |
| 2       | Bambas do Ritmo           | 198.5   |                               | [ 4 ]   |
| 3       | Mocidade de Vila Isabel   | 196.4   | [ 4 ]                         |         |
| 4       | Independente do Triângulo | 185,9   | [ 4 ]                         |         |
| 5       | Em Cima da Hora           | 183.1   | Grupo B em 2013               | [ 4 ]   |
| Grupo B |                           |         |                               |         |
| 1       | Ladeira das Palmeiras     | 95.4    | Grupo A em 2013               | [ 4 ]   |
| 2       | Sonhos de Mixyricka       | 92.9    |                               | [ 4 ]   |
| 3       | Ponte Seca                | 92      | [ 4 ]                         |         |

## 2013
| Grupo A | Grupo A                   | Grupo A | Grupo A                       | Grupo A |
| Pos     | Escolas                   | Pts     | Classificação ou rebaixamento | Ref     |
| ------- | ------------------------- | ------- | ----------------------------- | ------- |
| 1       | Bom das Bocas             | 199,8   | Campeã do carnaval 2013       | [ 5 ]   |
| 2       | Bambas do Ritmo           | 197,3   |                               | [ 5 ]   |
| 3       | Mocidade de Vila Isabel   | 194,9   | [ 5 ]                         |         |
| 4       | Independente do Triângulo | 185,1   | [ 5 ]                         |         |
| 5       | Ladeira das Palmeiras     | 181,1   | Grupo B em 2014               | [ 5 ]   |
| Grupo B |                           |         |                               |         |
| 1       | Em Cima da Hora           | 98,6    | Grupo A em 2014               | [ 6 ]   |
| 2       | Sonhos de Mixyricka       | 95      |                               | [ 6 ]   |
| 3       | Portal do Samba           | 91      | [ 6 ]                         |         |

## 2014
| Grupo A | Grupo A                   | Grupo A | Grupo A                       | Grupo A |
| Pos     | Escolas                   | Pts     | Classificação ou rebaixamento | Ref     |
| ------- | ------------------------- | ------- | ----------------------------- | ------- |
| 1       | Bom das Bocas             | N/D     | Campeã de 2014                | [ 7 ]   |
| 2       | Bambas do Ritmo           | N/D     |                               | [ 7 ]   |
| 3       | Mocidade da Vila Isabel   | N/D     | [ 7 ]                         |         |
| 4       | Em Cima da Hora           | N/D     | [ 7 ]                         |         |
| 5       | Independente do Triângulo | N/D     | Grupo B em 2015               | [ 7 ]   |
| Grupo B |                           |         |                               |         |
| 1       | Sonhos de Mixyricka       | N/D     | Grupo A em 2015               | [ 7 ]   |
| 2       | Ladeira das Palmeiras     | N/D     |                               | [ 7 ]   |
| 3       | Ponte Seca                | N/D     | [ 7 ]                         |         |

## 2015
| Agremiação      | Bateria | Bateria | Samba Enredo | Samba Enredo | Harmonia | Harmonia | Evolução | Evolução | Fantasia | Fantasia | Conjunto | Conjunto | Enredo | Enredo | Alegoria | Alegoria | Comissão de Frente | Comissão de Frente | Casal | Casal | P.  | Total |
| --------------- | ------- | ------- | ------------ | ------------ | -------- | -------- | -------- | -------- | -------- | -------- | -------- | -------- | ------ | ------ | -------- | -------- | ------------------ | ------------------ | ----- | ----- | --- | ----- |
| Mixyricka       | 9,1     | 9,5     | 8,8          | 9,8          | 9,9      | 9,8      | 9,6      | 9,0      | 9,5      | 9,5      | 8,8      | 8,5      | 9,8    | 9,7    | 8,9      | 8,6      | 9,1                | 9,6                | 9,0   | 9,1   | 1,0 | 184,6 |
| Bambas          | 10      | 10      | 10           | 9,9          | 10       | 10       | 9,9      | 10       | 10       | 10       | 10       | 10       | 10     | 10     | 10       | 10       | 10                 | 10                 | 10    | 10    | -   | 199,8 |
| Bom das Bocas   | 10      | 10      | 10           | 10           | 10       | 10       | 10       | 10       | 10       | 10       | 9,8      | 10       | 10     | 10     | 9,9      | 10       | 9,9                | 9,7                | 10    | 9,5   | -   | 198,8 |
| Em Cima da Hora | 9,8     | 9,8     | 8,7          | 9,9          | 9,6      | 10       | 9,0      | 9,6      | 9,4      | 9,9      | 9,0      | 9,0      | 9,9    | 9,5    | 9,0      | 9,3      | 9,4                | 9,5                | 9,8   | 9,8   | 3,0 | 187,1 |
| Mocidade        | 10      | 10      | 9,8          | 10           | 10       | 10       | 10       | 10       | 9,8      | 9,7      | 9,7      | 9,6      | 10     | 9,9    | 9,7      | 10       | 10                 | 9,7                | 9,9   | 9,3   | -   | 196,9 |

| Pos | Escolas de Samba                     | Enredo                           | Pts   | Obs                         | Ref   |
| --- | ------------------------------------ | -------------------------------- | ----- | --------------------------- | ----- |
| 1º  | Bambas Do Ritmo                      | Marajó                           | 199,8 | Campeã do Carnaval de 2015  | [ 8 ] |
| 2º  | Bom das Bocas                        | Águas: Simbolismo, Mistério e Fé | 198,8 | Desfile das Campeãs de 2015 |       |
| 3º  | Mocidade Independente de Vila Isabel | Pintando o Sete                  | 196,9 | Desfile das Campeãs de 2015 |       |
| 4º  | Em Cima da Hora                      | Antigos Carnavais                | 187,1 |                             |       |
| 5º  | Sonhos de Mixyricka                  | Dorival Caymmi - 100 Anos        | 184,6 | Grupo B em 2016             |       |

| Grupo B | Grupo B                   | Grupo B | Grupo B         | Grupo B |
| ------- | ------------------------- | ------- | --------------- | ------- |
| 1       | Independente do Triângulo | N/D     | Grupo A em 2015 | [ 8 ]   |
| 2       | Portal do Samba           |         |                 |         |
| Grupo C |                           |         |                 |         |
| 1       | Ponte Seca                | N/D     | Grupo B em 2016 |         |

## 2016
| Grupo A | Grupo A                              | Grupo A      | Grupo A                       | Grupo A |
| Pos     | Escolas                              | Pts          | Classificação ou rebaixamento | Ref     |
| ------- | ------------------------------------ | ------------ | ----------------------------- | ------- |
| 1       | Bambas do Ritmo                      | 199,4        | Campeã de 2015                | [ 9 ]   |
| 2       | Bom das Bocas                        | 199,3 pontos |                               | [ 9 ]   |
| 3       | Mocidade Independente de Vila Isabel | 197,8 pontos |                               | [ 9 ]   |
| 4       | Em Cima da Hora                      | 193,4 pontos |                               | [ 9 ]   |
| 5       | Independente do Triângulo            | 192,6 pontos | Grupo B em 2016               | [ 9 ]   |
| Grupo B |                                      |              |                               |         |
| 1       | Sonhos de Mixyrika                   | N/D          | Grupo A em 2015               |         |
| 2       |                                      |              |                               |         |

## 2017
| Agremiação      | Conjunto | Conjunto | Harmonia | Harmonia | MS e PB | MS e PB | Alegoria | Alegoria | Bateria | Bateria | Samba Enredo | Samba Enredo | Comissão de Frente | Comissão de Frente | Fantasia | Fantasia | Enredo | Enredo | Evolução | Evolução | P. | Total |
| --------------- | -------- | -------- | -------- | -------- | ------- | ------- | -------- | -------- | ------- | ------- | ------------ | ------------ | ------------------ | ------------------ | -------- | -------- | ------ | ------ | -------- | -------- | -- | ----- |
| Mixyricka       | 9,1      | 9,6      | 9,7      | 10       | 9,6     | 9,8     | 9,6      | 9,8      | 9,8     | 9,7     | 9,6          | 9,8          | 9,7                | 9,8                | 9,5      | 9,5      | 9,7    | 9,4    | 9,6      | 9,8      | -  | 193.1 |
| Bambas          | 9,8      | 9,8      | 10       | 10       | 9,9     | 10      | 9,8      | 10       | 10      | 10      | 9,9          | 10           | 10                 | 10                 | 10       | 10       | 10     | 10     | 9,9      | 10       | -  | 199.1 |
| Bom das Bocas   | 9,8      | 10       | 10       | 10       | 9,7     | 9,9     | 9,8      | 9,9      | 9,9     | 9,9     | 10           | 10           | 9,8                | 10                 | 10       | 10       | 10     | 10     | 10       | 10       | -  | 198.7 |
| Em Cima da Hora | 9,0      | 9,8      | 9,7      | 10       | 9,8     | 9,9     | 9,8      | 9,7      | 9,8     | 9,8     | 9,8          | 10           | 10                 | 10                 | 9,5      | 9,5      | 9,7    | 9,2    | 9,5      | 9,7      | -  | 194.2 |
| Mocidade        | 9,5      | 9,9      | 9,7      | 10       | 9,6     | 9,8     | 9,7      | 9,7      | 10      | 9,9     | 9,8          | 10           | 9,9                | 9,8                | 9,7      | 10       | 9,6    | 9,6    | 9,7      | 9,7      |    | 195.6 |

| Pos | Escolas de Samba                     | Enredo                                                                               | Pts   | Obs                         |
| --- | ------------------------------------ | ------------------------------------------------------------------------------------ | ----- | --------------------------- |
| 1º  | Bambas Do Ritmo                      | Vem Brincar!                                                                         | 199.1 | Campeã do Carnaval de 2017  |
| 2º  | Bom das Bocas                        | Uma Viagem Prá Lá de Horripilante                                                    | 198.7 | Desfile das Campeãs de 2017 |
| 3º  | Mocidade Independente de Vila Isabel | Armando Martins: Comandante da Ilusão!                                               | 195.6 |                             |
| 4º  | Em Cima da Hora                      | Riquezas Minerais                                                                    | 194.2 |                             |
| 5º  | Sonhos de Mixyricka                  | Mixyricka é festa, música e alegria. Uma viagem fantástica pelas festas de Três Rios | 193.1 |                             |

| Grupo B | Grupo B                   | Grupo B | Grupo B                       | Grupo B |
| Pos     | Escolas                   | Pts     | Classificação ou rebaixamento | Ref     |
| ------- | ------------------------- | ------- | ----------------------------- | ------- |
| 1       | Independente do Triângulo | N/D     | Grupo A em 2018               | [ 10 ]  |
| 2       | Unidos da Ponte Seca      |         |                               |         |

## 2018
| Agremiação      | Alegorias | Alegorias | Enredo | Enredo | Fantasias | Fantasias | Bateria | Bateria | MS e PB | MS e PB | Evolução | Evolução | Harmonia | Harmonia | Comissão de Frente | Comissão de Frente | Samba Enredo | Samba Enredo | P. | Total |
| --------------- | --------- | --------- | ------ | ------ | --------- | --------- | ------- | ------- | ------- | ------- | -------- | -------- | -------- | -------- | ------------------ | ------------------ | ------------ | ------------ | -- | ----- |
| Mocidade        | 9,9       | 9,7       | 9,7    | 9,7    | 9,8       | 10        | 9,9     | 10      | 9,7     | 9,8     | 9,8      | 10       | 9,9      | 9,7      | 9,7                | 9,8                | 9,7          | 9,8          | -  | 176.6 |
| Bambas          | 10        | 9,8       | 10     | 10     | 10        | 10        | 10      | 10      | 10      | 10      | 10       | 10       | 10       | 10       | 10                 | 9,9                | 9,8          | 10           | -  | 179.5 |
| Em Cima da Hora | 9,9       | 9,7       | 9,3    | 9,5    | 9,8       | 9,9       | 9,6     | 9,7     | 9,6     | 9,7     | 9,7      | 9,2      | 9,9      | 9,6      | 9,7                | 9,8                | 9,5          | 9,8          | -  | 173.9 |
| Bom das Bocas   | 10        | 10        | 9,9    | 10     | 9,9       | 10        | 10      | 10      | 10      | 10      | 10       | 10       | 10       | 10       | 10                 | 9,9                | 9,9          | 10           | -  | 179.6 |

| Pos | Escolas de Samba                     | Enredo                                                                        | Pts   | Obs                         |
| --- | ------------------------------------ | ----------------------------------------------------------------------------- | ----- | --------------------------- |
| 1º  | Bom das Bocas                        | Tesouros de um Rei Chamado Chico                                              | 179.6 | Campeã do Carnaval de 2018  |
| 2º  | Bambas do Ritmo                      | Miscigenação                                                                  | 179.5 | Desfile das Campeãs de 2018 |
| 3º  | Mocidade Independente de Vila Isabel | Rio este Samba é pra Você                                                     | 176.6 |                             |
| 4º  | Em Cima da Hora                      | Bem-vindo ao mundo do faz de contas onde você pode ser tudo que sempre sonhou | 173.9 |                             |

## 2019
| Agremiação  | Fantasias | Fantasias | Bateria | Bateria | Harmonia | Harmonia | Comissão de Frente | Comissão de Frente | MS e PB | MS e PB | Evolução | Evolução | Alegorias | Alegorias | Samba Enredo | Samba Enredo | Enredo | Enredo | P.  | Total |
| ----------- | --------- | --------- | ------- | ------- | -------- | -------- | ------------------ | ------------------ | ------- | ------- | -------- | -------- | --------- | --------- | ------------ | ------------ | ------ | ------ | --- | ----- |
| Mixyricka   | 9,8       | 9,9       | 9,9     | 9,8     | 9,7      | 9,9      | 9,9                | 9,9                | 9,9     | 9,9     | 9,9      | 9,7      | 9,9       | 9,9       | 9,7          | 9,7          | 9,9    | 9,7    | 1,0 | 176.9 |
| Mocidade    | 10        | 10        | 10      | 10      | 10       | 10       | 10                 | 10                 | 10      | 10      | 10       | 9,7      | 10        | 9,9       | 10           | 9,9          | 10     | 10     | -   | 179.4 |
| B.das Bocas | 9,9       | 10        | 9,9     | 10      | 9,9      | 10       | 10                 | 10                 | 9,8     | 9,8     | 9,9      | 9,8      | 9,7       | 9,8       | 9,9          | 10           | 10     | 9,9    | -   | 178.4 |
| Bambas      | 10        | 10        | 10      | 10      | 10       | 10       | 10                 | 10                 | 10      | 10      | 10       | 9,9      | 10        | 9,9       | 9,9          | 9,8          | 10     | 9,9    | -   | 179.4 |

| Pos | Escolas de Samba                     | Enredo                                                                       | Pts   | Desempate | Obs                         |
| --- | ------------------------------------ | ---------------------------------------------------------------------------- | ----- | --------- | --------------------------- |
| 1º  | Mocidade Independente de Vila Isabel | Amas de Leite, Mães Escravas de seus Próprios Destinos                       | 179,4 | Enredo    | Campeã do Carnaval de 2019  |
| 2º  | Bambas do Ritmo                      | É Pecado?                                                                    | 179,4 | Enredo    | Desfile das Campeãs de 2019 |
| 3º  | Bom das Bocas                        | Arte e vida Vitalina                                                         | 179,1 |           |                             |
| 4º  | Sonhos de Mixyricka                  | Mixyricka faz a Festa com Manoel de Barros - Meu quintal é maior que o mundo | 177,5 |           |                             |

## 2020
filou
| Agremiação      | Bateria | Bateria | Evolução | Evolução | Alegoria | Alegoria | Harmonia | Harmonia | MS e PB | MS e PB | Enredo | Enredo | Fantasia | Fantasia | Samba Enredo | Samba Enredo | Comissão de Frente | Comissão de Frente | P.  | Total |
| --------------- | ------- | ------- | -------- | -------- | -------- | -------- | -------- | -------- | ------- | ------- | ------ | ------ | -------- | -------- | ------------ | ------------ | ------------------ | ------------------ | --- | ----- |
| Triângulo       | 9,7     | 9,9     | 9,8      | 9,5      | 9,6      | 9,8      | 9,8      | 9,8      | 9,9     | 9,8     | 9,8    | 9,5    | 9,9      | 10       | 9,6          | 9,8          | 9,6                | 9,9                | 2,0 | 173,5 |
| Mixyricka       | 10      | 9,9     | 9,9      | 9,8      | 9,8      | 10       | 10       | 9,8      | 10      | 9,8     | 10     | 10     | 9,9      | 10       | 9,8          | 10           | 9,9                | 9,9                | 1,0 | 177,5 |
| Mocidade        | 10      | 10      | 10       | 9,6      | 10       | 10       | 10       | 9,9      | 10      | 9,9     | 10     | 10     | 10       | 10       | 10           | 10           | 10                 | 10                 | -   | 179,4 |
| Bom das Bocas   | 9,8     | 10      | 10       | 10       | 9,8      | 9,9      | 10       | 9,9      | 10      | 9,9     | 10     | 10     | 9,9      | 9,9      | 10           | 10           | 10                 | 10                 | -   | 179,1 |
| Bambas do Ritmo | 10      | 10      | 10       | 10       | 10       | 10       | 10       | 10       | 10      | 10      | 10     | 10     | 10       | 10       | 9,9          | 10           | 10                 | 10                 | -   | 179,9 |

| Pos | Escolas de Samba                     | Enredo                                                   | Pts   | Obs                         |
| --- | ------------------------------------ | -------------------------------------------------------- | ----- | --------------------------- |
| 1º  | Bambas do Ritmo                      | Sob a Luz do Luar                                        | 179,9 | Campeã do Carnaval de 2020  |
| 2º  | Mocidade Independente de Vila Isabel | Abracadabra...Mistérios e magias das crendices populares | 179,4 | Desfile das Campeãs de 2020 |
| 3º  | Bom das Bocas                        | Okê Arô - O Rei das Matas                                | 179,1 |                             |
| 4º  | Sonhos de Mixyricka                  | Raízes Ancestrais                                        | 177,5 |                             |
| 5º  | Independente de Triângulo            | Abram-se as Cortinas: A Sorte está Lançada               | 173,5 |                             |

## 2023
filou
| Agremiação    | Harmonia | Harmonia | Comissão de Frente | Comissão de Frente | Enredo | Enredo | MS e PB | MS e PB | Alegorias | Alegorias | Evolução | Evolução | Bateria | Bateria | Samba Enredo | Samba Enredo | Fantasia | Fantasia | P.  | Total |
| ------------- | -------- | -------- | ------------------ | ------------------ | ------ | ------ | ------- | ------- | --------- | --------- | -------- | -------- | ------- | ------- | ------------ | ------------ | -------- | -------- | --- | ----- |
| Triângulo     | 9,4      | 9,6      | 9,8                | 9,7                | 9,4    | 9,7    | 9,8     | 10      | 9,6       | 9,4       | 9,7      | 9,5      | 9,9     | 9,7     | 9,8          | 9,0          | 9,3      | 9,4      | 1,0 | 171,7 |
| Mixyricka     | 9,6      | 9,7      | 9,8                | 9,9                | 9,5    | 9,9    | 9,9     | 9,8     | 9,8       | 9,6       | 9,8      | 9,6      | 9,9     | 9,8     | 9,6          | 9,3          | 9,5      | 9,5      | 0,5 | 174,0 |
| Bambas        | 9,9      | 10       | 10                 | 10                 | 9,9    | 10     | 10      | 10      | 10        | 9,7       | 9,7      | 10       | 10      | 10      | 10           | 9,4          | 9,8      | 9,6      | -   | 178,0 |
| Mocidade      | 9,8      | 10       | 10                 | 10                 | 10     | 10     | 9,8     | 9,9     | 10        | 10        | 9,9      | 10       | 10      | 9,9     | 10           | 10           | 9,7      | 9,7      | 0,5 | 178,4 |
| Bom das Bocas | 10       | 9,9      | 10                 | 10                 | 9,9    | 10     | 10      | 10      | 10        | 9,8       | 9,9      | 10       | 10      | 10      | 9,9          | 9,8          | 10       | 9,7      | -   | 178,9 |

| Pos | Escolas de Samba                     | Enredo                                                      | Pts   | Obs                         |
| --- | ------------------------------------ | ----------------------------------------------------------- | ----- | --------------------------- |
| 1º  | Bom das Bocas                        | Folia Nossa de Cada Dia                                     | 178,9 | Campeã do Carnaval de 2023  |
| 2º  | Mocidade Independente de Vila Isabel | Chuva Madrinha - A Matriz da Vida que Batizou a Nossa Folia | 178,4 | Desfile das Campeãs de 2023 |
| 3º  | Bambas Do Ritmo                      | Mokambo                                                     | 178,0 |                             |
| 4º  | Sonhos de Mixyricka                  | NYAMBÉ: Os Filhos do Ventre Sagrado Africano                | 174,0 |                             |
| 5º  | Independente de Triângulo            | Bahia de Carybé                                             | 171,7 |                             |

| Pos | Escolas                      | Pts   | Classificação ou rebaixamento | Ref |
| --- | ---------------------------- | ----- | ----------------------------- | --- |
| 1   | Bom das Bocas                | 178.9 | Campeã de 2023                |     |
| 2   | Mocidade Ind. de Vila Isabel | 178.4 |                               |     |
| 3   | Bambas do Ritmo              | 178.0 |                               |     |
| 4   | Sonhos de Mixyricka          | 174.0 |                               |     |
| 5   | Independente do Triângulo    | 171.7 |                               |     |

## 2024
| Agremiações                          | MS e PB | MS e PB | Enredo | Enredo | Evolução | Evolução | Fantasia | Fantasia | Bateria | Bateria | Harmonia | Harmonia | Alegorias | Alegorias | Comissão deFrente | Comissão deFrente | Samba Enredo | Samba Enredo | P.   | TOTAL |
| ------------------------------------ | ------- | ------- | ------ | ------ | -------- | -------- | -------- | -------- | ------- | ------- | -------- | -------- | --------- | --------- | ----------------- | ----------------- | ------------ | ------------ | ---- | ----- |
| Sonhos de Mixyricka                  | 9,9     | 9,8     | 9,9    | 10     | 9,7      | 9,9      | 9,8      | 9,8      | 9,8     | 10      | 9,8      | 9,9      | 9,9       | 10        | 9,9               | 9,8               | 9,7          | 9,8          | -    | 177,4 |
| Mocidade Independente de Vila Isabel | 10      | 10      | 10     | 10     | 9,9      | 10       | 9,9      | 9,9      | 9,9     | 10      | 10       | 10       | 10        | 9,9       | 9,8               | 9,9               | 9,8          | 9,9          | -0,3 | 178,6 |
| Bambas do Ritmo                      | 10      | 9,9     | 10     | 10     | 9,8      | 9,8      | 9,9      | 10       | 10      | 10      | 10       | 10       | 10        | 10        | 9,9               | 10                | 10           | 10           | -    | 179,3 |
| Independente do Triângulo            | 9,9     | 9,8     | 9,6    | 9,7    | 9,6      | 9,8      | 9,7      | 9,7      | 9,8     | 10      | 9,9      | 9,6      | 9,9       | 9,9       | 9,7               | 10                | 9,6          | 9,7          | -0,5 | 175,4 |
| Bom das Bocas                        | 9,9     | 10      | 10     | 10     | 10       | 10       | 10       | 10       | 10      | 10      | 10       | 10       | 10        | 10        | 10                | 10                | 9,7          | 10           | -    | 179,6 |

| Pos | Escola de Samba                      | Enredo                                                      | Pts   | Obs                         |
| --- | ------------------------------------ | ----------------------------------------------------------- | ----- | --------------------------- |
| 1º  | Bom das Bocas                        | Rituais de Fé                                               | 179,6 | CAMPEÃ do carnaval de 2024  |
| 2º  | Bambas do Ritmo                      | Salve Jorge - O cavaleiro da capa encarnada                 | 179,3 | Desfile das campeãs de 2024 |
| 3º  | Mocidade Independente de Vila Isabel | Senhora dos Milagres: Aparecida a Mãe do Brasil             | 178,6 |                             |
| 4º  | Sonhos de Mixyricka                  | AYAKAMAÉ: Um rio de amor para celebrar 50 anos da Mixyricka | 177,4 |                             |
| 5º  | Independente do Triângulo            | Sinhás pretas do Brasil                                     | 175,4 |                             |